# Moacir (football, 1970)
Pour l’article homonyme, voir Moacir.
Moacir Rodrigues dos Santos, plus communément appelé Moacir est un footballeur brésilien né le 21 mars 1970 à Timóteo et mort le  20 juillet 2024 à Belo Horizonte.